# Frank Blevins
Hon. Frank Trevor Blevins (* 3. Juni 1939 in Manchester, England; † 7. September 2013 in North Adelaide, South Australia) war ein australischer Politiker der Labor Party, der zwischen 1975 und 1985 Mitglied des South Australian Legislative Council sowie von 1985 bis 1997 Mitglied des South Australian House of Assembly war. Er bekleidete darüber hinaus zahlreiche Ministerämter und war von 1992 bis 1993 stellvertretender Premierminister.

## Leben
Frank Trevor Blevins, der ursprünglich Seemann bei der Handelsmarine war, wurde für die Labor Party am 12. Juli 1975 erstmals Mitglied des South Australian Legislative Council, des Oberhauses des Parlaments von South Australia, und gehörte diesem bis zu seinem Mandatsverzicht am 15. November 1985 an. Sein Nachfolger im Legislativrat wurde daraufhin am 11. Februar 1986 sein Parteifreund George Weatherill. Zu Beginn seiner Parlamentszugehörigkeit war er zwischen dem 11. September und dem 17. Dezember 1975 sowie erneut vom 23. November 1977 bis zum 30. September 1982 Mitglied des Parlamentarischen Ausschusses für Landbesiedlung (Parliamentary Committee on Land Settlement) sowie zwischen dem 9. Dezember 1982 und dem 27. April 1983 Mitglied des Gemeinsamen Ausschusses für nachgeordnete Gesetzgebung (Joint Committee on Subordinate Legislation).
Am 27. April 1983 wurde Blevins in die Regierung von Premier John Bannon berufen und bekleidete in dieser bis zum 18. Dezember 1985 die Ämter des Landwirtschaftsministers (Minister of Agriculture) und des Fischereiministers (Minister of Fisheries) sowie ferner zwischen dem 27. April 1983 und dem 16. Juli 1985 des Forstministers (Minister of Forests). Daneben fungierte er vom 10. Februar 1984 bis zum 4. September 1992 als Minister für Justizvollzugsdienste (Minister of Correctional Services), zwischen dem 16. Juli 1985 und dem 14. Dezember 1989 als Beigeordneter Minister beim Schatzminister (Minister Assisting the Treasurer) und darüber hinaus vom 16. Juli 1985 bis zum 12. August 1988 als Arbeitsminister (Minister of Labour). Bei der Wahl am 7. Dezember 1985 wurde Frank Blevins für die ALP im Wahlkreis Whyalla erstmals zum Mitglied der South Australian House of Assembly gewählt, des Unterhauses des Parlaments von South Australia, und löste dabei seinen Parteifreund Max Brown ab, der auf eine erneute Kandidatur verzichtet hatte. Er vertrat den Wahlkreis Whyalla bis zu dessen Auflösung zum 10. Dezember 1993. Im Zuge von Umbildungen der Regierung Bannon fungierte er zugleich vom 12. August 1988 bis zum 20. April 1989 als Gesundheitsminister (Minister of Health), zwischen dem 20. April 1989 und dem 4. September 1992 als Verkehrsminister (Minister for Transport) sowie vom 14. Dezember 1989 bis zum 4. September 1992 auch noch als Finanzminister (Minister of Finance).
Am 4. September 1992 übernahm Blevins als Nachfolger von Don Hopgood die Funktion als Deputy Leader of the South Australian Labor Party und war damit bis zu seiner Ablösung durch Mike Rann am 14. Dezember 1993 stellvertretender Vorsitzender der südaustralischen Labor Party. In der darauf folgenden Regierung von Premier Lynn Arnold übernahm Blevins vom 4. September 1992 bis zum 14. Dezember 1993 die Ämter als stellvertretender Premier (Deputy Premier) und als Schatzminister (Treasurer). Daneben fungierte er vom 4. September bis zum 1. Oktober 1992 auch weiterhin als Finanzminister, Verkehrsminister und Minister für Justizvollzugsdienste, ehe er zuletzt zwischen dem 1. Oktober 1992 und dem 14. Dezember 1993 auch noch Minister für Bodenschätze (Minister of Mineral Resources) war.
Bei der Wahl am 11. Dezember 1993 wurde Frank Blevins im neu geschaffenen Wahlkreis Giles wieder zum Mitglied der Legislativversammlung gewählt und vertrat den Wahlkreis bis zu seinem Verzicht auf eine neuerliche Kandidatur bei der darauf folgenden Wahl am 11. Oktober 1997, woraufhin seine Parteifreundin Lyn Breuer diesen Wahlkreis übernahm. Zuletzt war er zwischen dem 10. Februar 1994 und dem 1. Dezember 1997 noch Mitglied des Ausschusses für Wirtschaft und Finanzen (Economic and Finance Committee). Am 26. Mai 1994 wurde ihm der Höflichkeitstitel The Honourable verliehen.

## Hintergrundliteratur
- Parliament of South Australia: Statistical Record of the Legislature 1836–2007 (Memento vom 11. März 2019 im Internet Archive)

## Weblink
- Hon Frank Blevins. In: Parlament von South Australia. Abgerufen am 22. April 2024 (englisch).